# Dion Versluis
Dion Versluis (Spijk, 17 februari 2003) is een Nederlands voetballer die doorgaans als aanvaller (centrumspits) en voor NAC Breda uitkomt.

## Clubcarrière
Versluis speelde in de jeugd van SteDoCo. In 2018 maakte hij de overstap naar de jeugdopleiding van FC Dordrecht, waarna hij op 12 juni 2019 een contract tekende in de jeugdopleiding van FC Utrecht. Daar speelde Versluis in de jeugd zijn wedstrijden voor FC Utrecht onder 17 en FC Utrecht onder 18. Na afloop van het seizoen 2021/22 werd op 25 mei 2022 zijn contract verlengd en maakte hij de overstap naar Jong FC Utrecht, waarmee hij in de Eerste divisie uit zou gaan komen. Jelle Goes, voormalig hoofd van de FC Utrecht Academie, sprak in 2021 uit dat Versluis volgens hem het echte 'FC Utrecht-DNA' bezit. Daarbij had hij het over het leveren van passie en strijd, het tonen van lef en initiatief en het naar voren zijn gericht.
In de voorbereiding op het seizoen 2022/23 maakte hij in de met 3–0 gewonnen oefenwedstrijd tegen het tweede elftal van Borussia Mönchengladbach zijn officieuze debuut voor Jong FC Utrecht. In de opvolgende oefenwedstrijd tegen Jong Zeeland was hij voor het eerst trefzeker en nam hij in minuut 66 met een afstandsschot de 0–4 voor zijn rekening. De wedstrijd eindigde in een 0–6 overwinning voor Jong FC Utrecht. Ook in de andere oefenwedstrijden kreeg Versluis speelminuten. Zo scoorde hij tegen de beloften van Lille OSC scoorde zijn tweede en laatste doelpunt in de oefencampagne. Op 5 augustus 2022 maakte hij zijn officiële debuut voor Jong FC Utrecht in de met 3–0 verloren uitwedstrijd tegen Top Oss. In minuut 83 verving hij Oussama Alou. Later die maand stond hij op 19 augustus 2022 in de met 2–1 verloren uitwedstrijd tegen FC Dordrecht voor het eerst in de basis en maakte hij zijn eerste (en uiteindelijk enige) officiële doelpunt.
In de zomer van 2023 maakte Versluis de overstap naar NAC Breda, waar hij aan zou sluiten bij het beloftenelftal. De keuze voor de overstap kwam mede voort uit het feit dat Versluis in maart 2023 geblesseerd raakte en daardoor geruime tijd niet in competitieverband heeft kunnen voetballen. Versluis gaf aan toe te zijn aan een uitdaging waarbij hij een grote kans had om aan spelen toe te komen. Versluis sloot op amateurbasis aan bij het beloftenelftal en werkte daarnaast als sporthalbeheerder. In december 2024 zat hij voor het eerst bij de wedstrijdselectie van het eerste elftal en een wedstrijd later volgde een debuut. Alles nog steeds op amateurbasis en als parttime sporthalbeheerder.

## Clubstatistieken

### Beloften
| Seizoen                        | Club            | Competitie      | Competitie | Competitie | Competitie | Overig | Overig | Overig | Totaal | Totaal | Totaal |
| Seizoen                        | Club            | Competitie      | Wed.       | Dlp.       | Ass.       | Wed.   | Dlp.   | Ass.   | Wed.   | Dlp.   | Ass.   |
| ------------------------------ | --------------- | --------------- | ---------- | ---------- | ---------- | ------ | ------ | ------ | ------ | ------ | ------ |
| 2022/23                        | Jong FC Utrecht | Eerste divisie  | 13         | 1          | 1          | 0      | 0      | 0      | 13     | 1      | 1      |
| Carrière totaal                | Carrière totaal | Carrière totaal | 13         | 1          | 1          | 0      | 0      | 0      | 13     | 1      | 1      |
| Bijgewerkt op 24 februari 2024 |                 |                 |            |            |            |        |        |        |        |        |        |

### Senioren
| Seizoen                        | Club            | Competitie      | Competitie | Competitie | Competitie | Beker | Beker | Beker | Internationaal | Internationaal | Internationaal | Overig | Overig | Overig | Totaal | Totaal | Totaal |
| Seizoen                        | Club            | Competitie      | Wed.       | Dlp.       | Ass.       | Wed.  | Dlp.  | Ass.  | Wed.           | Dlp.           | Ass.           | Wed.   | Dlp.   | Ass.   | Wed.   | Dlp.   | Ass.   |
| ------------------------------ | --------------- | --------------- | ---------- | ---------- | ---------- | ----- | ----- | ----- | -------------- | -------------- | -------------- | ------ | ------ | ------ | ------ | ------ | ------ |
| 2024/25                        | NAC Breda       | Eredivisie      | 1          | 0          | 0          | 0     | 0     | 0     | –              | –              | –              | 0      | 0      | 0      | 1      | 0      | 0      |
| Carrière totaal                | Carrière totaal | Carrière totaal | 1          | 0          | 0          | 0     | 0     | 0     | –              | –              | –              | 0      | 0      | 0      | 1      | 0      | 0      |
| Bijgewerkt op 22 december 2024 |                 |                 |            |            |            |       |       |       |                |                |                |        |        |        |        |        |        |

## Interlandcarrière
In september 2020 werd Versluis opgenomen in de voorselectie van Nederland onder 18. Tot een definitieve oproep voor een van de nationale jeugdelftallen kwam het tot op heden nog niet.